# Dicranomyia rostrifera
Dicranomyia rostrifera är en tvåvingeart som beskrevs av Osten Sacken 1869. Dicranomyia rostrifera ingår i släktet Dicranomyia och familjen småharkrankar. Inga underarter finns listade i Catalogue of Life.